# ياغودينا

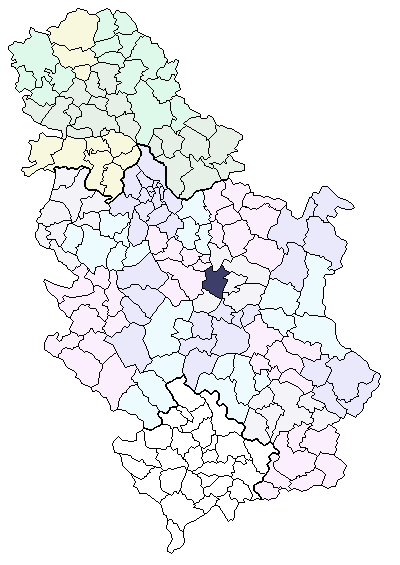
خريطة جمهورية صربيا موضحاً بها موقع مدينة ياغودينا

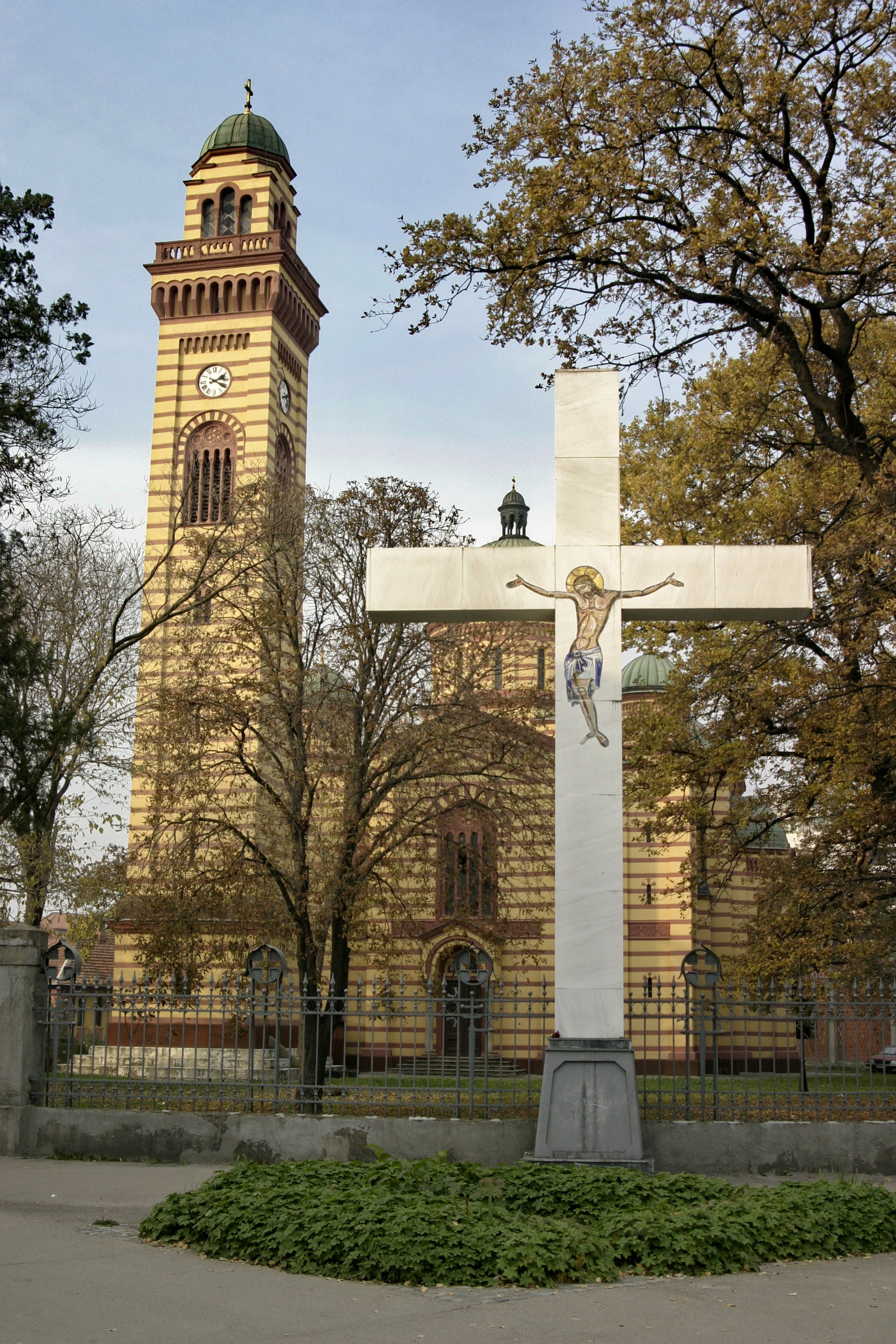
مدينة ياغودينا

ياغودينا (باللغة الصربية Јагодина، باللغة الرومانية Iagodină) هي مدينة وبلدية تقع في وسط صربيا على مسافة 136 كيلومتراً جنوب العاصمة بلغراد على ضفاف نهر بليكا. وهي المركز الإداري لمقاطعة بومورافليي (Pomoravlje) الصربية.

## التاريخ
اكتشف الأثريون أساور ذهبية ترجع إلى العصر البرونزي الوسيط في ترتشفاتش، كما اكتشفت عملات ترجع إلى عصري الإمبراطور فوكاس والإمبراطور قسطنطين الرابع في المنطقة، بالإضافة إلى أواني فخارية سلافية ترجع إلى القرن السادس الميلادي.
ورد ذكر المدينة للمرة الأولى سنة 1399 باسم «ياغودنا»، ومعنى اسم «ياغودينا» في اللغة الصربية «مدينة الفراولة»، وفي الفترة ما بين 1946 و1992 تم تغيير اسم المدينة إلى سفيتوزاريفو (بالصربية Светозарево) تيمناً بالمفكر الاشتراكي الصربي سفيتوزار ماركوفيتش الذي عاش في القرن التاسع عشر.
وعندما ثار الصرب على الحكم العثماني الطويل لبلادهم، كانت ياغودينا مسرحاً للعديد من المعارك، نظراً لموقعها الإستراتيجي داخل صربيا. وبعد هزيمة العثمانيين وإعادة تأسيس مملكة صربيا، تمتعت ياغودينا بفترة من التطور الصناعي والحضاري، وبعد انتهاء الحرب العالمية الثانية تحولت ياغودينا إلى مدينة صناعية كبيرة وبدأت تحتل موقعاً مميزاً في دولة يوغسلافيا الشيوعية.

## بلدية ياغودينا

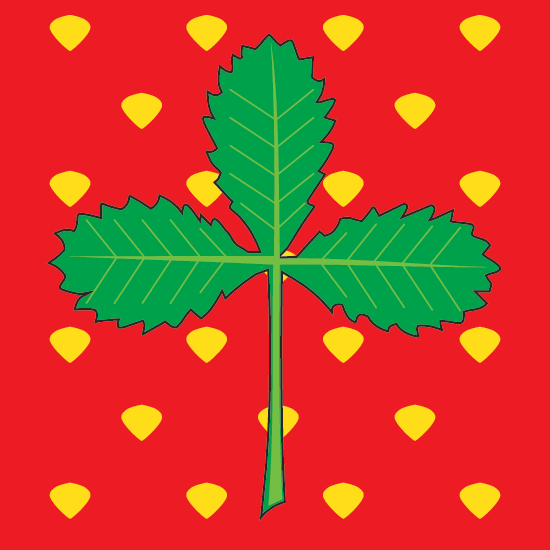
علم مدينة وبلدية ياغودينا

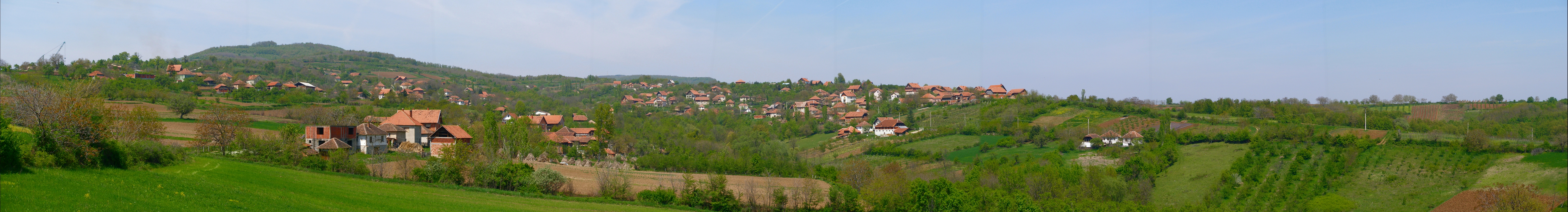
صورة عامة لقرية لوزوفيك قرب ياغودينا

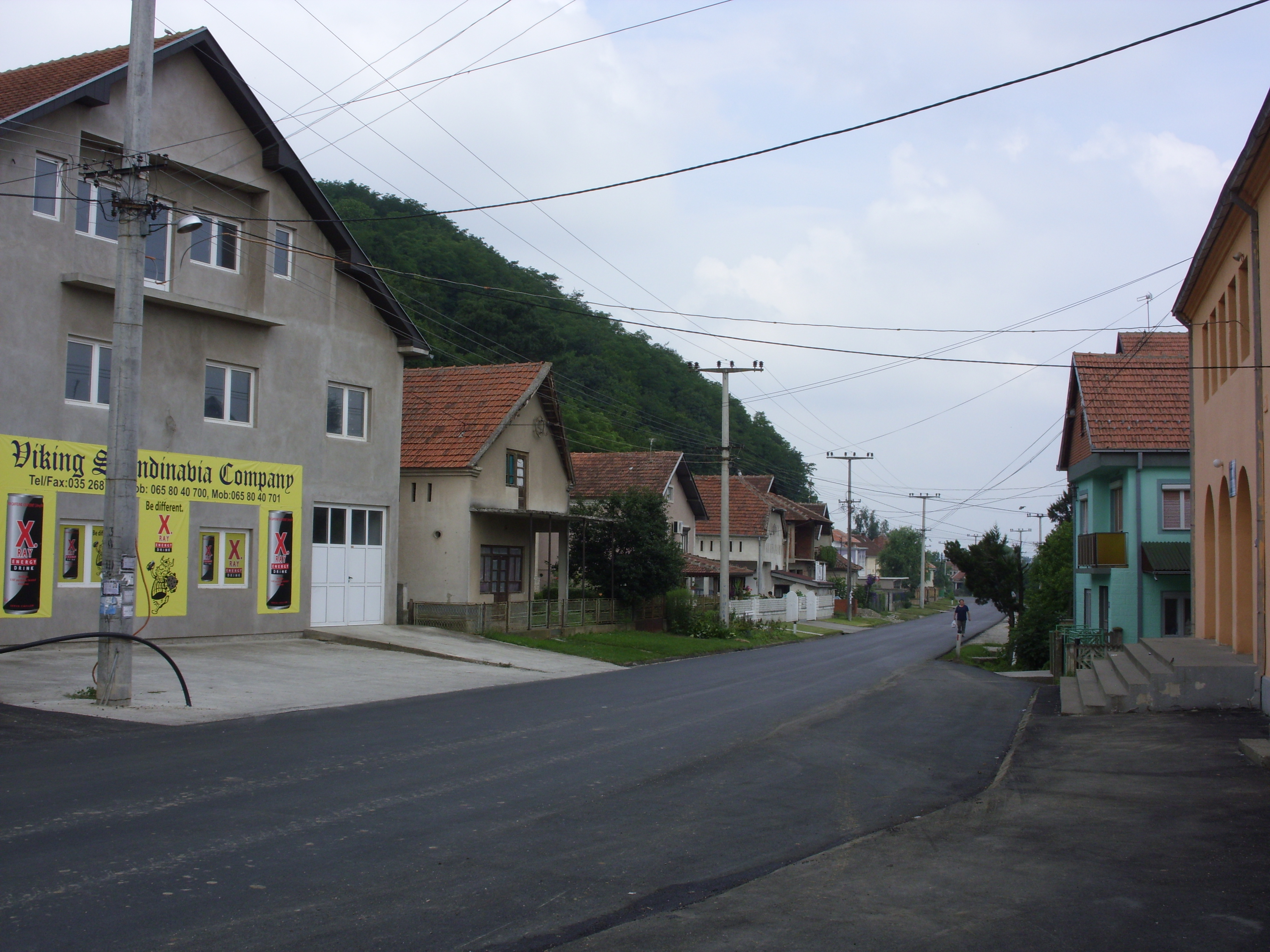
صورة لأحد شوارع قرية ميلوشيفو لتابعة لبلدية ياغودينا

تضم بلدية ياغودينا المدن والقرى الآتية:
- ياغودينا Jagodina
- باغردان Bagrdan
- بيليتشا Belica
- بريسيي Bresje
- بوكوفتشه Bukovče
- بونار Bunar
- فينوراتشا Vinorača
- فوليافتشه Voljavče
- فرانوفاك Vranovac
- فربا Vrba
- غلافنشي Glavinci
- غلوغوفاك Glogovac
- جورنيي شتيبليي Gornje Štiplje
- غورنيي راتشنيك Gornji Račnik
- ديونيكا Deonica
- دوبرا فودا Dobra Voda
- دونيي شتيبليي Donje Štiplje
- دونيي راتشنيك Donji Račnik
- دراغوكفيت Dragocvet
- دراغوتشيفاك Dragoševac
- دراجميروفاك Dražmirovac
- دوبوكا Duboka
- إيفكوفاتشكي برنيافور Ivkovački Prnjavor
- يوشانيتشكي برنيافور Jošanički Prnjavor
- كالينكوفاك Kalenovac
- كوفاتشيفاك، ياغودينا Kovačevac, Jagodina
- كولاري Kolare
- كونتشاريفو Končarevo
- كوتشينو سيلو Kočino Selo
- لوفسي Lovci
- لوزوفيك Lozovik
- لوكار Lukar
- مايور Majur
- مالي بوبوفيتش Mali Popović
- ميدوييفاك Medojevac
- ميدوريتش Međureč
- ميلوشيفو Miloševo
- ميشفيتش Mišević
- نوفو لانيشته Novo Lanište
- رايكيناك Rajkinac
- راكيتوفو Rakitovo
- ريباري Ribare
- ريبنيك Ribnik
- سيوكوفاك Siokovac
- سلاتينا Slatina
- ستارو لانيشته Staro Lanište
- ستارو سيلو Staro Selo
- ستريجيلو Strižilo
- توبولا Topola
- ترنافا Trnava
- كرنتشه Crnče
- شانتاروفاك Šantarovac
- شوليكوفاك Šuljkovac

## السكان
وفقاً لتعداد سنة 2002 يبلغ عدد سكان بلدية ياغودينا 69081 من العرقية الصربية، و521 من العرقية الرومانشية (الغجر) و230 من العرقية الرومانية، و120 من اليوغسلاف، مع أقليات أخرى.
بعد استقلال صربيا عن الدولة العثمانية في أوائل القرن التاسع عشر، أخذت العائلات التركية في الهجرة من ياغودينا، وقد نزحت آخر عائلة تركية من ياغودينا سنة 1832، ومنذ ذلك التاريخ صارت ياغودينا مدينة «متجانسة عرقياً» يتكون قوام سكانها من الصرب. وبحلول عام 1837 كان عدد سكان ياغودينا 5220 نسمة، بينما كان تعداد سكان صربيا ككل يبلغ 41374 نسمة، وفي تعداد 1866 كان عدد سكانها 4429.
وفي ثلاثينيات القرن العشرين بلغ عدد سكان ياغودينا 6950 نسمة، وصلوا بحلول الستينيات إلى 19769 نسمة، ثم صعد لرقم إلى 27500 في سنة 1971. وفي التعداد الذي أجرته بلدية ياغودينا سنة 1991 كان عدد سكان البلدية 77 ألف نسمة منهم 36 ألف نسمة يقيمون في المدينة نفسها. وفي آخر تعداد أجري سنة 2002 كان عدد سكان ياغودينا 70894 نسمة يقطن لمدينة 35589 منهم. أما الآن فيقدر عدد سكان مدينة ياغودينا بما يتراوح بين 55 ألفاً و60 ألفاً، ومن المقرر أن يجرى الإحصاء السكاني القادم بنهاية عام 2010. 

## إدارة المدينة
عمدة المدينة الحالي هو دراغان ماركوفيتش بالما، الذي أعيد انتخابه في مايو 2008، وهو زعيم حزب صربيا الموحدة.

## الثقافة

### المهرجانات
- مهرجان أيام الكوميديا
- مهرجان الخريف الموسيقي
- ملتقى القرية
- مهرجان إتنو

### المسارح
- مسرح ياغودينا الوطني
- مسرح ياغودينا للهواة
- مسرح ياغودينا للأطفال

### المتاحف
- متحف ياغودينا
- متحف الفن الفطري والمهمش
- متحف واسك

### دور السينما
في ياغودينا دار سينما صغيرة بها 400 مقعد تقريباً.

## حديقة الحيوان
افتتحت حديقة حيوان ياغودينا في 10 يوليو 2006 بتكلفة 30 مليون ديناراً صربياً، وتعد ثالث أكبر حديقة حيوان في صربيا بعد حديقتي حيوان بلغراد وباليتش، وتحتوي على حوالي 100 نوع مختلف من الحيوانات.

## الحديقة المائية
افتتحت الحديقة المائية في ياغودينا في
24 يوليو 2007.

## التعليم
افتتحت أول مدرسة ابتدائية في ياغودينا سنة 1806.

## الصناعة
تحولت ياغودينا إلى مدينة صناعية كبيرة عقب انتهاء الحرب العالمية الثانية، وأكبر مصانع ياغودينا هو مصنع الكابلات الذي أنشئ سنة 1947 وبدأ ينتج بانتظام منذ سنة 1955 ويعمل فيه حوالي 8000 عاملاً وهو أكبر مصانع الكالات في صربيا حيث ينتج وحده نصف إنتاج صربيا من الكابلات، كما يصدر حوالي ثلثي هذا الإنتاج للخارج.
كما توجد في ياغودينا مصانع للخمور ومنتجات اللحوم وملحقات صناعة الكابلات.

## تواريخ هامة

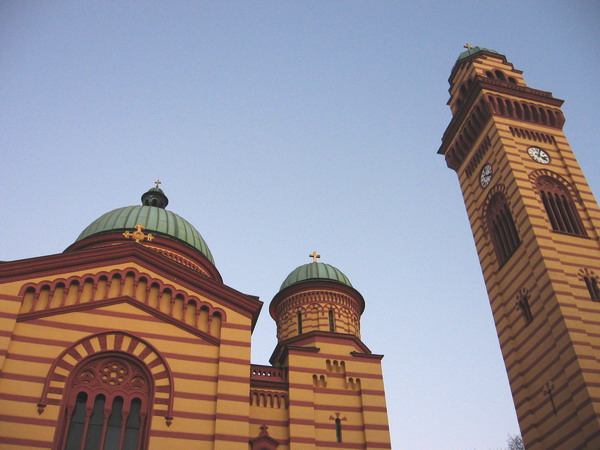
كنيسة القديسين بطرس وبولس في ياغودينا

- 1737 ـ إعلان الحرب على العثمانيين.
- 1814 ـ افتتاح مصنع زجاج في ياغودينا باسم «أفراموفاك»، وهو أول مصنع زجاج في صربيا كلها، وفي نفس العام أيضاً أنشئت أول محطة سكك حديدية في ياغودينا.
- 1999 ـ قوات الناتو تقصف ياغودينا.

## وصلات خارجية
موقع مدينة ياغودينا (باللغة الصربية)